# Nikolái Bekétov
Nikolái Nikoláievich Bekétov (en ruso: Николай Николаевич Бекетов) (Alferevka, actualmente Novaya Beketovka, Óblast de Penza;1 de enerojul./ 13 de enero de 1827greg. — San Petersburgo, 30 de noviembrejul./ 13 de diciembre de 1911greg.) fue un químico físico y metalúrgico ruso, descubridor de los procesos de sustitución de átomos metálicos en las disoluciones de sus sales. Estableció las bases del proceso de la aluminotermia.

## Vida y obra

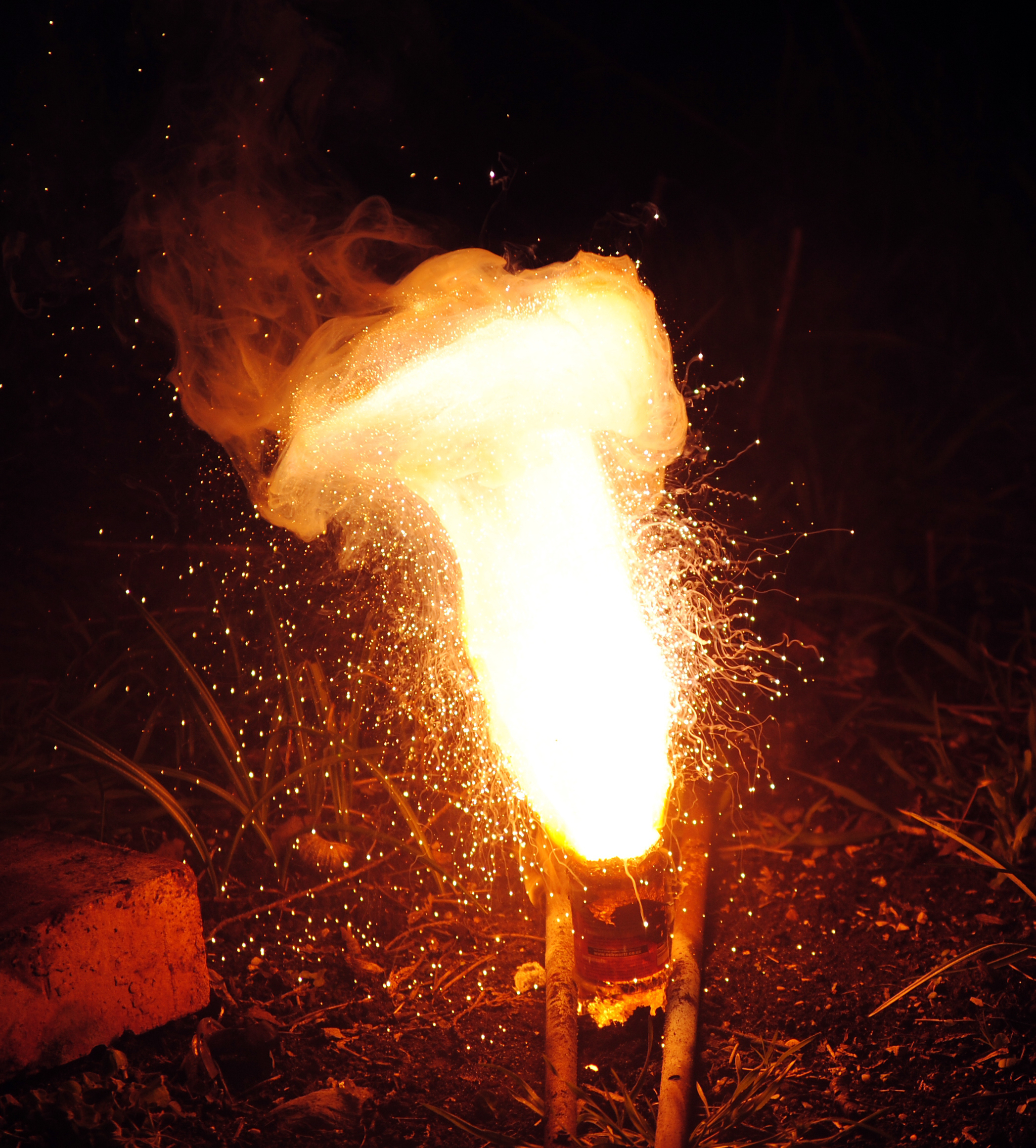
Reacción aluminotérmica

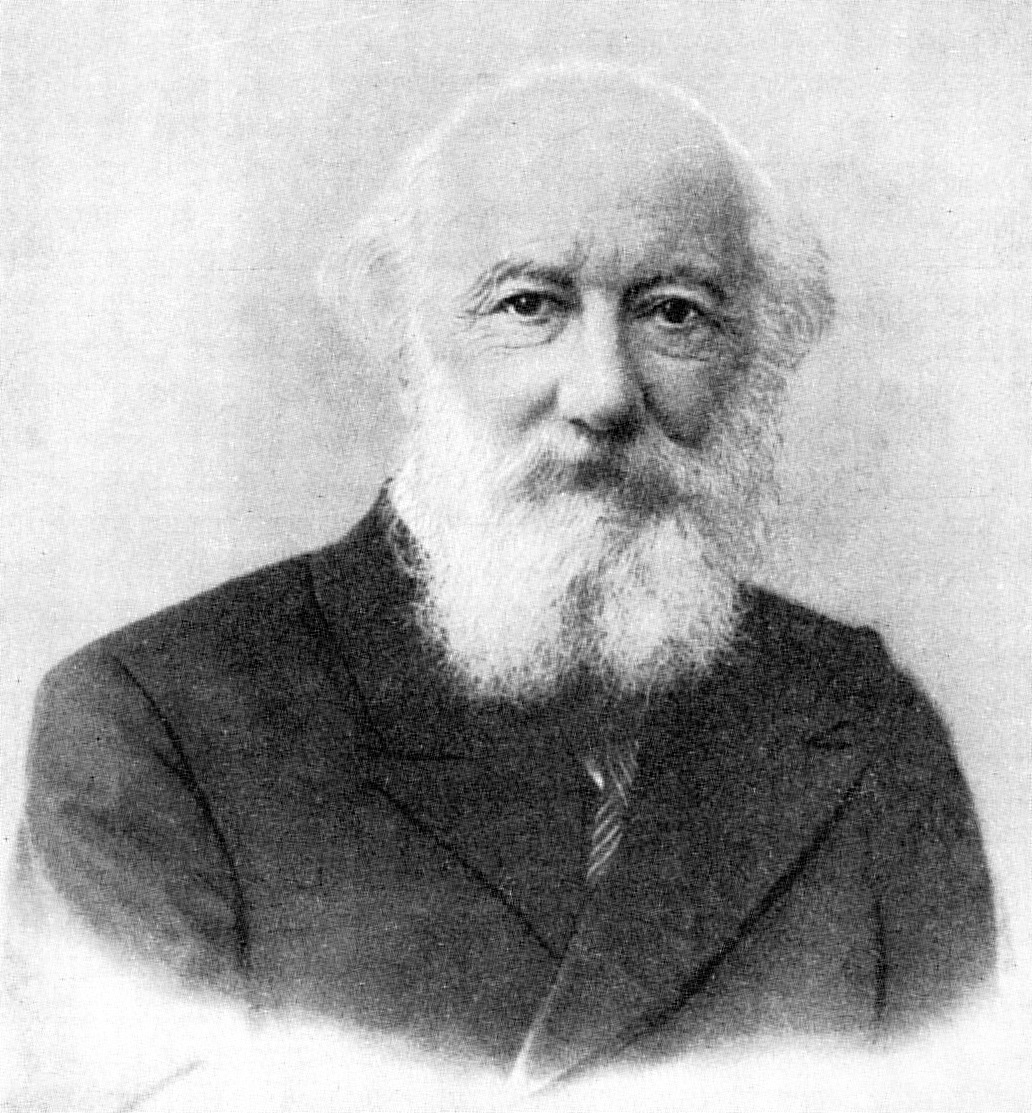
Retrato de Bekétov

En 1849, Bekétov se graduó en la Universidad de Kazan y trabajó con Nikolay Zinin. En 1855, comenzó su carrera siendo un joven ayudante científico en el Departamento de Química en la Universidad de Járkov. En 1859-1887, Bekétov fue nombrado profesor en la misma universidad. En 1865, leyó su tesis doctoral sobre la "Investigación sobre el fenómeno del desplazamiento de un elemento por otro" ("en ruso: Исследования над явлениями вытеснения одних металлов другими: Исследования над явлениями вытеснения одних металлов другими"). En 1886, Bekétov se trasladó a San Petersburgo, donde trabajó en el laboratorio químico de la academia y e impartió clases en la Universidad para Mujeres. En 1890, Bekétov pronunció una serie de conferencias acerca de las "Bases de la Termoquímica" en la Universidad Estatal de Moscú.
Bekétov descubrió el desplazamiento de metales de soluciones de sus sales mediante hidrógeno a presión. También estableció que el magnesio y el zinc desplazaban a otros metales de sus sales bajo temperaturas altas. En 1859–1865, Bekétov probó que el aluminio reemplazaba metales de sus óxidos a altas temperaturas. Posteriormente, estos experimentos sirvieron como punto de partida para la técnica de la aluminotermia.
El mayor mérito de Bekétov fue su contribución a la fisicoquímica como una ciencia independiente. En 1860, impartió un curso sobre las "Relaciones entre fenómenos físicos y químicos" en Járkov y otro sobre "Fisicoquímica" en 1865. En 1864 se fundó el Departamento de Fisicoquímica en la Universidad de Járkov con su participación activa, donde los estudiantes desarrollarían las tareas de investigación y el trabajo 
práctico.
En 1886, Bekétov estuvo elegido un miembro de la Academia de Ciencias de San Petersburgo.
Aleksandr Eltekov y Flavian Flavitski fueron alumnos de Bekétov. El poeta Aleksandr Blok era nieto de su hermano.

## Reconocimientos
- El cráter lunar Beketov lleva este nombre en su honor.[3]